# Paratmeticus bipunctis
Paratmeticus bipunctis là một loài nhện trong chi đơn loài Paratmeticus thuộc họ Linyphiidae.
Loài này thuộc chi Paratmeticus. Paratmeticus bipunctis được Friedrich Wilhelm Bösenberg & Embrik Strand miêu tả năm 1906.
Loài này được tìm thấy ở châu Nga thuộc châu Á (trong một số khu vực của hòn đảo Sakhalin và Kamchatka), và Nhật Bản.